# Fusolatirus kandai
Fusolatirus kandai is een slakkensoort uit de familie van de Fasciolariidae. De wetenschappelijke naam van de soort is voor het eerst geldig gepubliceerd in 1950 door Kuroda.